# 平均幅
初等幾何学における平均幅（へいきんふく、英: mean width）は立体の「大きさ」に関する測度の一つである（立体の測度として利用可能なもののより詳細はハドヴィガーの定理を参照せよ）。
N-次元の場合に、SN−1 上の与えられた方向  へ直交する (N − 1)-次元超平面を考える（ここに Sm は m-次元球面（(m + 1)-次元球体の境界面）である）と、与えられた方向  への立体の「幅」("width") は、そのような超平面の対でその間に立体を完全に挟む（立体と超平面との交わりは境界上の点に限る）もののうち最も近い対の成す距離を言う。平均幅とは、この「幅」の SN−1 の全ての方向  に亘ってとった算術平均を言う。
より厳密に、コンパクト立体 B をその内部と境界からなる同値な点集合（この場合の点とは RN の元である）として定義し、立体 B の支持函数（支持超平面と原点との距離）は {\displaystyle h_{B}(n):=\max\{\langle n,x\rangle \mid x\in B\}} として定まる。ただし n は方向ベクトル、⟨⟩ は RN の標準内積である。このとき、平均幅は {\displaystyle b(B)={\frac {1}{S_{n-1}}}\int _{S^{n-1}}h_{B}({\hat {n}})+h_{B}(-{\hat {n}})} で与えられる。ただし、Sn−1 は Sn−1 の (n − 1)-次元体積とする。
この平均幅は任意の（コンパクト）立体に対して定義することができるが、凸体（点集合として凸集合を成す立体）に関してが最も有用である。

## 低次元における凸体の平均幅

### 一次元
線分 L の平均幅は L の長さ（一次元体積）である。

### 二次元
二次元における任意のコンパクト図形 S の平均幅 w は S の凸包の周長を p として p/π に等しい。したがって w はその凸包と等しい周長を持つ円の直径の長さである。

### 三次元
三次元における凸体 K に対して、K の平均幅はその平均曲率 H の K の境界面全体に亘る算術平均値に関係がある。実は、{\displaystyle \int _{\delta K}{\frac {H}{2\pi }}dS=b(K)} が成り立つ（ただし、δK は凸体 K の境界であり、dS は面素で、H は δK 上の対応する点における平均曲率である）。他の測度と平均曲率の一般化の間にも同様の関係が成り立ち、またほかの次元においても同じである
平均曲率上の積分のほうが典型的には平均幅よりも計算がおおきく容易であり、これは非常に有用な結果である。

## 関連文献
平均幅は凸幾何学に関するまともな文献ならばふつうは言及があるはずである。例えば
- Moszyńska, Maria (2006), Selected topics in convex geometry, Boston: Birkhäuser (平均幅と平均曲率の間の関係も導出されている)

ハドヴィガーの定理に言う測度の一つとしての平均幅の応用は、以下を参照
- Chen, Beifang (2004), A simplified elementary proof of Hadwiger's volume theorem, , Geometriae Dedicata (Netherlands: Kluwer Academic Publishers) 105 (1):  107—120, doi:10.1023/B:GEOM.0000024665.02286.46, ISSN 1572-9168